# سومائلا کولیبالی (بازیکن فوتبال، زاده ۲۰۰۳)
سومائلا کولیبالی (انگلیسی: Soumaïla Coulibaly؛ زادهٔ ۱۴ اکتبر ۲۰۰۳) بازیکن فوتبال اهل فرانسه است.
وی همچنین در تیم‌های ملی فوتبال France national under-16 football team و زیر ۱۷ سال فرانسه بازی کرده‌است.